# 王朝瑞
王朝瑞（1939年—2008年），笔名屋山，男，汉族，山西文水人，中国书法家、国画家，曾任中国书法家协会理事。